# Bundesstraße 405
Die Bundesstraße 405 (Abkürzung: B 405) im Landkreis Saarlouis besteht aus kurzen, oft im rechten Winkel verlaufenden Straßenabschnitten, die sie größtenteils noch mit anderen Bundesstraßen teilt. Sie verbindet am Grenzübergang bei Schreckling (Frankreich) die D 918 des Departements Moselle von Bouzonville, Département Moselle, kommend mit Saarwellingen.